# Pablo Castro Duret
Pablo Castro, vollständiger Name Pablo Adrián Castro Duret, (* 18. Januar 1985 oder 18. Januar 1986 in Montevideo) ist ein uruguayischer Fußballspieler.

## Karriere

### Verein
Der je nach Quellenlage 1,76 Meter oder 1,83 Meter große Mittelfeld- bzw. Defensivakteur Castro war seit 2004 Spieler Bella Vistas und lief in jenem Jahr, das für seine Mannschaft mit dem Abstieg endete, in einem Erstligaspiel (ein Tor) auf. In der nachfolgenden Spielzeit 2005 traf er in die Segunda División einmal in der Apertura und einmal in der Clausura ins gegnerische Tor. Bella Vista gewann die Apertura jenes Jahres, belegte auch in der Jahresgesamttabelle den 1. Tabellenplatz und kehrte als Aufsteiger in Uruguays höchste Spielklasse zurück. In der Saison 2005/06 absolvierte er 13 Partien (drei Tore), in der Spielzeit 2006/07 26 Begegnungen (zwei Tore) in der Primera División. In der Saison 2007/08 gehörte er dem portugiesischen Klub Académica Coimbra an. Weder Trainer Manuel Machado noch dessen Nachfolger Domingo Paciencia gewährten Castro dort jedoch Einsatzzeit, woraufhin dieser mit der Begründung der fehlenden Spielpraxis bereits im November 2007 seine Rückkehr zu Bella Vista verkündete. In der Clausura 2008 stand er wieder im Kader des uruguayischen Erstligisten. Für die Saison 2008/09 sind erneut neun Erstligaspiele (kein Tor) bei Bella Vista für ihn verzeichnet. Anschließend unterschrieb er Ende Januar 2010 einen Einjahresvertrag beim Club Atlético Peñarol, wurde aber in der Saison 2009/10 nicht in Ligaspielen der Ersten Mannschaft eingesetzt. In der Saison 2010/11 absolvierte er in der Clausura 2011 zwei Partien (kein Tor) in der Primera División für Central Español. 2011//12 wird über eine Station beim Zweitligisten Villa Teresa berichtet. In der Spielzeit 2013/14 wird er als Spieler des Zweitligisten Club Atlético Torque geführt und kam dort in jener Saison von seinem ersten Mitwirken am 12. Oktober 2013 bis zum letzten Spiel mit seiner aktiven Beteiligung am 19. Dezember 2013 auf sieben Einsätze und ein Tor in der Segunda División. Weder in der Saison 2014/15 noch darüber hinaus sind bislang (Stand: 19. Februar 2017) weitere Karrierestationen oder Einsätze für ihn verzeichnet.

### Nationalmannschaft
Castro war Mitglied der A-Nationalmannschaft Uruguays. Er debütierte am 7. Februar 2007 unter Trainer Óscar Tabárez beim mit 3:1 gewonnenen im Freundschafts-Auswärtsspiel gegen Kolumbien, als er in der 77. Spielminute für Jorge Fucile eingewechselt wurde. Ein Tor erzielte er nicht. Dies blieb sein einziger Länderspieleinsatz.